# Francisco Chacón
Pour les articles homonymes, voir Francisco Chacón (peintre).
Francisco Chacón Gutiérrez (né le 8 mai 1976 à Morelia, dans l'état du Michoacan) est un arbitre mexicain de football, débutant en 2003 en première division mexicaine. Il est arbitre international depuis 2009. 

## Carrière
Il a officié dans des compétitions majeures :
- Championnat d'Amérique du Nord, centrale et Caraïbe de football des moins de 17 ans 2009 (1 match)
- Gold Cup 2011 (1 match)
- Copa América 2011 (3 matchs)